# Cheirotonus gestroi
Cheirotonus gestroi är en skalbaggsart som beskrevs av Pouillaude 1913. Cheirotonus gestroi ingår i släktet Cheirotonus och familjen Euchiridae. Utöver nominatformen finns också underarten C. g. lehmanni.